# Perhaps
Perhaps è un singolo della band statunitense Guns N' Roses pubblicato il 18 agosto 2023. Il brano risale alle sessioni di registrazione dell'album Chinese Democracy. Dopo poche ore dalla pubblicazione del singolo, la band ha proposto il nuovo brano durante la scaletta del concerto tenuto a Pittsburgh allo PNC Park. L'8 dicembre 2023 è uscito il vinile da 7" del singolo. Al suo interno sarà presente anche l'inedito The General.

## Significato
Il titolo del brano significa letteralmente "forse" e si riferisce alla consapevolezza di aver commesso un errore o di non aver apprezzato qualcuno nella propria vita. Il testo esprime dolore, senso di tradimento e tormenti che hanno accompagnato chi canta queste sensazioni raccontando del tempo andato sprecato.

## Tracce del vinile da 7"
1. Perhaps – 3:48
2. The General – 4:24

## Video
Del brano musicale è stato girato un videoclip che riprende la band durante un concerto.